# コロリころげた木の根っ子
「コロリころげた木の根っ子」（コロリころげたきのねっこ）は、藤子・F・不二雄（発表時は藤子不二雄名義）の読み切り漫画作品。1974年（昭和49年）『ビッグコミック』4月10日号に掲載された。ゴールデンコミックス『異色短編集』第2巻、愛蔵版『SF全短篇』第1巻、『藤子・F・不二雄 SF短編PERFECT版』第2巻などのSF短編を収録した短編集に収録。

## 概要
この話のタイトルは、北原白秋作詞の童謡「待ちぼうけ」の一節「ころりころげた きのねっこ」からつけられている。この童謡は韓非子の「守株待兎」が元になっており、守株とは本来ならいつまでも古い習慣に拘って進歩の無いものの例えであるが、今作では詩の猟師をヒントに、自分は手を下さずひたすらチャンスを待つ者の意味として使われている。

## あらすじ
出版社の編集部所属である新人の西村は、結婚1周年記念の日に、運悪く小説家・大和の原稿を受け取りに行くこととなった。
西村は電話先で妻の優子にその事を伝えるが、結婚記念日に仕事が長引き帰りが遅くなるというものだから揉め始めた。
そんな中、突然書類を猿に奪われてしまう。猿を追いかけていくとそこには大和本人がおり、猿が大和のペットであることが判明する。
そのまま大和の家に行くと玄関で大和の妻が出迎えるが、監督不行き届きで猿の逃走を許したとしていきなり妻の頬を張り飛ばした大和を見て西村はぎょっとする。
実は大和は外面は良いが、家では理不尽な理由で妻に暴力を振るうのが日常茶飯事であった。しかし妻は大人しく従い続けていおり、西村は気の毒に思う。大和は原稿ができておらず西村は出直そうとするも、誰かが付いていないとエンジンが掛からないという大和に引き止められ、仕方なく大和の家に留まることになった。
廊下に酒の空き瓶が転がっていたり汲み取り式で異臭が充満した便所にタバコが置かれていたりと、どこか妙な雰囲気の大和家で過ごす西村だったが、大和の行動は愛人を呼んで旅行に行こうとしたりなどとエスカレートしていく。それでも妻は決して逆らうことは無かった。
やがて入浴中だった大和の妻の代わりに酒を取りに一階へ降りた西村は、大和の妻がまとめていたスクラップブックを発見する。
そこには、階段の上に放置されていたおもちゃによる転落事故、汲み取り式の便所でタバコの火が起こしたガス爆発、猿が媒介するウイルスによる致死性の高い伝染病、食物添加物の健康への悪被害など、様々な事故死・病死に関する記事がまとめられていた。
廊下の酒瓶も、便所のタバコも、ペットの猿も、全ては妻が自身の手を汚さず大和に復讐を遂げるべく仕掛けた迂遠な罠だったのだ。
ぞっとしながらも部屋から出た西村は、大和の妻が階段の上に静かに空き瓶を置いているところを目にするのであった。

## 登場人物
西村
本作の主人公。文芸公論社の編集部に勤める若手社員。暴君であることで有名な大和の原稿を受け取りに行かされるも、運悪く結婚記念日と重なってしまう。予てより仕事の多忙もあってか、妻とのすれ違いを抱えている。
大和
男性小説家。酒を好む遊び人タイプであり締切直前までは何も仕事をしないため、完成まで西村を家に留めておく。キー公と言う名のカニクイザルを飼っている。外部の人間には鷹揚に振る舞うが、家庭内では妻に対して常習的にドメスティックバイオレンスを働くなど非常に凶暴な性格で、妻へ自分の愛人に電話をかけさせる等といった常識を逸した言動も目立つ。しかし、その一方では20年間も黙ってついてきた妻への感謝と愛情を抱いているが、同時に相手もそれを分かってくれていると思い込んでいる。
大和の妻
大人しい性格の女性で、夫からはことある毎に暴力を振るわれている。大和からは自分の理不尽な仕打ちも受け入れてくれる妻として本心では感謝され愛されてこそいるが、沈黙の裏で自分に暴力を加える夫に対して強い憎悪を抱いており、不幸な偶然を装った復讐殺人を遂げようと様々な策を講じている（ただしその計画の多くは、大和の悪運の強さもあって悉く失敗に終わっている）。
優子
西村の妻。結婚記念日に帰ってこない夫に苛立って実家に帰ってしまった。
大和の愛人
妻を通して大和から自宅に呼ばれるも彼の暴力の現場を目撃したことで、「いつか奥さんに殺されるよ」と、夫への復讐を企てる妻の本心を悟っている。